# ロジカルシンキング
ロジカルシンキング（logical thinking）とは、一貫していて筋が通っている考え方、あるいは説明の仕方のことである。日本語訳として論理思考あるいは論理的思考（参考→思考#思考の種類）と置き換えられることが多い。日本で育まれており、論理学に由来する考え方やコンサルティング業界に由来する考え方に分かれる。後者に「重複なく・漏れなく」対象を分析するMECEといった考え方がある。

## 概要
ロジカルシンキング、あるいは、論理思考という用語は、それが使われる年代や文脈によって異なる意味で受け取られる。
英語辞書に logical thinking という語彙を持つものは少なく、あっても十分な説明になっていないことが多い。例えば「筋の通った（理路整然とした）論理的な思考」(thinking that is coherent and logical)であるとの説明が見られるが、この説明はほぼ同語反復と言える。またロジカルシンキングの英語訳として critical thinking（批判的思考）が選択されることも多い。日本でロジカルシンキングや論理思考の概念が広まった契機は照屋・岡田以来、主にコンサルタント系の著者たちによりロジカル・シンキングのための様々なツールや手法が企業向けに提唱され、ビジネス書のブームとなったことにある。以上のことから、logical thinkingは英語圏で広く通用する一般的な語彙ではなく、特定の経営コンサルティング会社あるいは業界用語とみなすことができる。
論理思考の用語から連想される論理学は哲学、数学などの分野で古くから研究されてきた分野であるが、一般にも使われるようになった用語MECEをはじめ、上記の論理思考の解説書等で導入される概念はこうした学問としての論理学とは関係がない。
野矢茂樹により、論理的思考という用語自体について、論理は思考力を意味しないため誤解を招く使い方であるという指摘がなされている。 
ロジカルシンキングないし論理思考という用語が使われる文脈は多岐に渡るが、主なものを以下に示す。

## 学術的な観点を踏まえた論理思考
論理思考から連想される「論理学」は哲学、数学、計算機科学等の一部となる学問分野である。
哲学としての論理学は三段論法に代表されるアリストテレスが体系化した研究にまで遡ることができる。現代の論理学は演算記号を用いた数学的な体系であるが、それ以前の自然言語による研究は伝統的論理学と呼ばれる。現代の論理学は19世紀になってフレーゲにより数学的な枠組みを与えられて以降、数理論理学として発展し、以降の数学や物理学の基礎を形作っている（詳細は論理学を参照）。これら学問的な文脈からは「論理的」という表現や「論理的思考」が何かは規定されておらず、これらは学術用語であるとは認められない。学問的な意味での論理は日常的に使われる論理のイメージとは異なったものであることは広く指摘されている。このことを踏まえ、論理学の成果を日常生活に役立つように平易に解説する努力がなされてきた。
日常的に使われる「論理的な思考」という表現は、主張に対して妥当な根拠付けがされていることを指す。例えば、小野田博一は日常生活上での「論理的な思考」はリーズニング(reasoning)を意味すると指摘し、さらにreasoningについては理由付けとか推論の構造くらいの意味であるとしている。 
学術的に権威のある立場からロジカルシンキングあるいは論理思考という用語について明確な解説をしている例は少ないが、野矢は次のように記述している。

「論理的思考力」とか「ロジカル・シンキング」といった言葉がよく聞かれるように、論理とは思考に関わる力だと思われがちである。だが、そこには誤解がある。(中略) 論理力は思考力そのものではない。思考は、けっきょくのところ最後は「閃き」(飛躍)に行き着く。(中略) 思考の本質はむしろ飛躍と自由にあり、そしてそれは論理の役目ではない。(中略) 論理力とは思考力のような新しいものを生み出す力ではなく、考えをきちんと伝える力であり、伝えられたものをきちんと受け取る力にほかならない。

狭い意味では演繹という関係だけを「論理」と呼ぶが、(中略)広い意味で「論理的」であるとは、さまざまな分野主張のまとまりが、たんに矛盾していないというだけでなく、一貫しており、有機的に組み立てられていることを意味している。

## コンサルティング会社由来の論理思考
日本では2000年前後に米国のコンサルティング会社であるマッキンゼー・アンド・カンパニーの出身者によって、同社によって開発されてきたとされるコンサルティングノウハウが紹介された。特に照屋・岡田によってMECEなどのテクニックが広く知られるようになり、ロジカルシンキングに関するビジネス書のブームが起きた。
一連の書籍で共通に紹介される手法およびキーワードには次のものがある。 
MECE(Mutually Exclusive and Collectively Exhaustive)
情報や分析対象をグループ分けする際に、「重複なく・漏れなく」行うべきであるということを示した指針。
So What / Why So
結論と根拠が適切につながっていることを確認するためのテクニック。「So What?」はその根拠がどういう結論を導くのかを、「Why So?」はその結論の根拠が適切かをそれぞれ確認するために用いる。
ピラミッドストラクチャ
結論と根拠を多段に組み立てることによって作られる構造で、ドキュメントの骨子全体の構造を表現するものとされる。
ロジックツリー
問題の分析や、課題の整理の結果をツリー構造として表現したものであり、目的によって様々な種類がある。
フレームワーク
コンサルティングを行う際に広く使うことのできる構造のひな形であり、項目はMECEになっているとされる。3Cや4Pといったものがその具体例として示されることが多い。
こうした手法における論理的の意味は学問的なものではなくむしろ日常的に使われる意味に近いもので、より理解しやすく説得力のある説明をするために適切な根拠付けがどうあるべきかという指針を示すことを主眼としている。
MECEおよびピラミッドストラクチャの概念はバーバラ・ミントにも見られるが、この中の主要なアイデアは1973年に米国で執筆された『Pyramid Principle』に遡ることができるとされる。
一連の書籍の出版以降、様々な書籍やセミナーによる普及活動が続き、これらの手法は経営コンサルティングを始め企業経営・企画に関わる関係者にとって広く知られるところとなっている。

## 三角ロジックとトゥールミンモデル

トゥールミンモデルの略型。

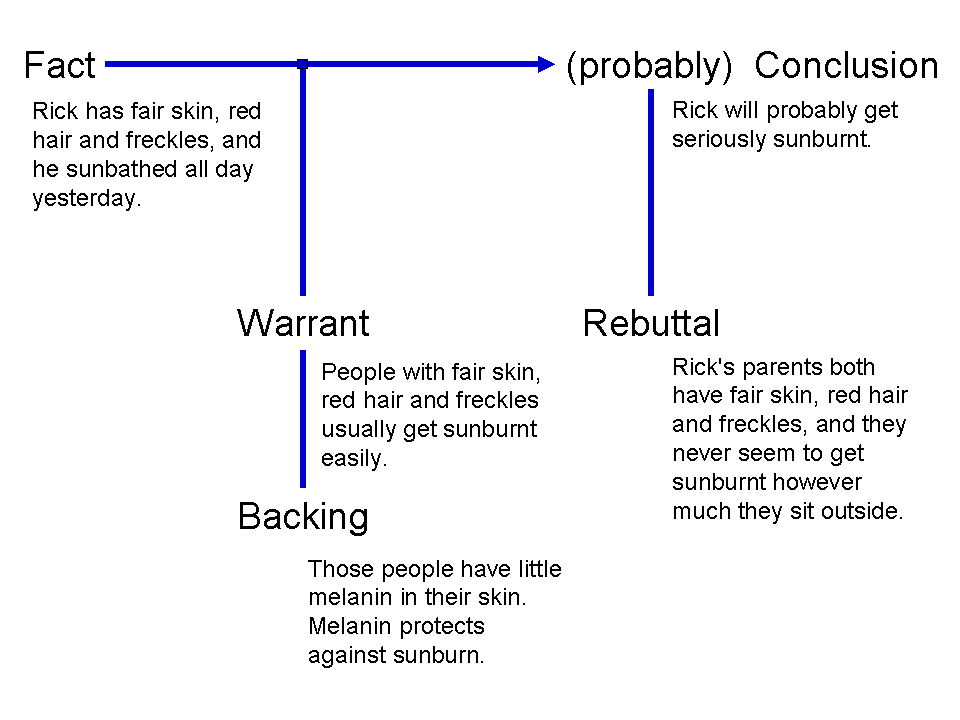
トゥールミンモデルは、裏付けのあるワラントに支えられた事実と可能な論駁に基づいて確立された結論として図解される。

競技ディベートや科学的論証などの文脈で、論理を構築する考え方として三角ロジックと呼ばれる形式が用いられることがある。三角ロジックは正三角形の各頂点にクレーム（主張）、データ（客観的事実）、ワラント（論拠）が配置される。クレームは上の頂点に、データは下辺の左の頂点に、ワラントは下辺の右側の頂点に配置される。これら3要素が揃っていることをもって論理的であるとする考え方である。これらの構成要素はトゥールミンモデルに基づくものであり、国内外で広く議論・利用されてきたことから理論的な権威性を持つが、三角形の配置については日本独自のものである。
トゥールミンは論証のパターンの枠組みのもっとも基本的な形としてデータ(D: data)、ワラント(W: warrant)、結論(C: conclusion)からなる枠組みを示した。この図式としてデータを左側、結論を右側に配置し、右方向への水平の矢印で両者をつないだ構造が示されている。ワラントはデータから結論に向かう矢印の下に、矢印を支えるような形で記載されるのが一般的である。トゥールミンモデルはさらに、より精緻な枠組みとして、限定子(Q: qualifier)、論駁(R: rebuttal)、裏付け(B: backing) の要素を加えたものを示している。
トゥールミンの示した議論の枠組みはもともとは法律的な議論を行うモデルとして考案されたものであるが、用語の揺らぎはあるものの分野を問わず広く用いられている。結論(conclusion)か主張(claim)か、データ(data)か事実(fact)か、といった用語選択は分野によって様々である。大学における論文の論理などを組み立てるために書かれたクルーシアス、チャンネルにおいてもトゥールミンモデルによる議論の分析方法が示されている。
日本独自の三角形の配置は1970年代の後半から松本道弘による競技ディベートの啓蒙、展開の一環で書かれた書籍内で紹介されたことがきっかけで広がったものである。同氏が訳出した書籍に論証のための有用な手法としてトゥールミンモデルが紹介されている。この書籍中ではトゥールミンの示した元配置のまま示されているが、同氏の執筆した書籍では基本の3要素が上述した三角形の配置で図示されている。
その後、三角ロジックについては三角形の形状を利用することでトゥールミンモデルからは離れた独自の解釈を加えて用いられる例も現れている。ひとつの典型的な例は、戦略コンサルタントのロジカルシンキングにおける「So what」「Why so?」を合わせて示すものである。ロジカルシンキングの文脈では結論が上、根拠が下に配置されるためちょうど三角ロジックの配置と一致することから、この範囲であれば整合はとれている。しかしロジカルシンキングでは最終的に基本の構造を複数積み重ねることでピラミッドストラクチャと呼ばれるより大きな構造を組み立てることが主眼にあるが、構造が大きくなったときに左右の配置によってデータとワラントを分ける制約を維持し続けるのは難しい。もうひとつの例は、演繹法と帰納法を三角形の辺のたどり方で表現するものである。 演繹法は「ワラント→データ→クレーム」の順にたどること、帰納法は「データ→ワラント→クレーム」の順でたどることとして解説されている。トゥールミンモデルで定義される方向性はデータから主張への方向のみであり三角形の辺に該当するものが存在しないことから、この解釈は三角形の形状を利用した独自の拡張といえる。

## 発達心理学の記述に現れる論理思考
20世紀の心理学者ピアジェは、人間の成長過程で使われる言語の観察を通じて、誕生してから継続的に発達させる思考能力についての理論を提起し発達心理学の基礎を築いた。この理論における子供の思考の発達過程の中に、目の前に具体的なものや状況がなくても思考を組み立てられる、『論理的思考』の能力を獲得する段階が位置づけられている。

## 日本語と日本人の特殊性との関連
日本語で書かれた文章が曖昧であることが多いなどの理由から「日本語は論理的な言語ではない」あるいは「日本人は論理思考が苦手である」といった主張が古くからなされている。こうした主張は英語やフランス語をはじめとする欧米の言語に堪能な明治時代の日本の知識人によって主張され、志賀直哉等の日本語不要論に展開する議論の一部となってきた。こうした考え方について反論する論者も多い。例えば本多勝一には次のような記述が見られる。

一般の間に日本語は「特殊」だとか、ヨーロッパ語に比べて「論理的でない」といった俗説がはびこっているのも当然であろう。(中略)この俗論は事実として誤っていることを、私達の母語を守るために、具体的に示していく必要がある。あらゆる言語は論理的なのであって、「非論理的言語」というものは存在しない。

ここでの論理的とは学問的な論理でも、また日常的な根拠付けでもなく、意味や文法上の厳密性のことを指している。この議論は継続的に見られ、21世紀に入ってもこのテーマに関する書籍が出版されている。例えば小西卓三は、「日本人は論理的でない」「日本語は特殊な言語であるので、論理的な考えを表現するのに適さない」というよく聞かれる主張に対する反論を題材にして論理思考のあり方を解説している。小西による論理思考とはディベートをベースにするものであり適切な根拠付けによる議論の能力のことを指している。

## 英文・日本文の作文指導との関連
米国では20世紀初頭にStrunk, Whiteによってより簡潔な英文についての指針が提示されて以降、意図を的確に伝えることのできる英文を書く能力が重視されるようになった。この流れで初等教育の段階から、文章がどのような段落構成で行われるべきであり各段落ではどんな文が記述され文の繋がりはどのように示すべきかが作文（コンポジション）の授業として教授されている。こうした文章の構成規則に従った文章のことを『論理的』であると表現することがある。
国際交流が広がった20世紀後半には日本でもこのような文章構成のあり方が重視されるようになり、英文作成を主題にしつつも日本文にも適用できる『論理的な書き方』を解説する書籍が出版されている。同様な問題意識から、21世紀に入ってからも日本文の作文を『論理的』にするための指導方法の模索が続けられている。